# قائمة الممثلين الدائمين لتونس لدى مكتب الأمم المتحدة في جنيف
تحتوي هذه المقالة على قائمة الممثلين الدائمين لتونس لدى مكتب الأمم المتحدة في جنيف.

## القائمة
ملاحظة: التواريخ أسفله هي تواريخ صدور قرارات التعيين في الرائد الرسمي للجمهورية التونسية، ولكن يمكن تسلم مناصبهم قبل هذه التواريخ.
| الممثل الدائم | الممثل الدائم       | تاريخ التسمية  |       |
| ------------- | ------------------- | -------------- | ----- |
|               | محمود المعموري      | 20 سبتمبر 1978 | [ 1 ] |
|               | سعيد بن عمار        | 8 أكتوبر 1980  | [ 2 ] |
|               | فؤاد المبزع         | 21 أغسطس 1981  | [ 3 ] |
|               | المازري شقير        | 15 أبريل 1986  | [ 4 ] |
|               | الحبيب منصور        | 30 سبتمبر 2002 | [ 5 ] |
|               | عبد الوهاب الجمل    | 1 ديسمبر 2008  | [ 6 ] |
|               | المنصف البعتي       | 5 سبتمبر 2011  | [ 7 ] |
|               | عبد الرزاق الكيلاني | 3 ديسمبر 2013  | [ 8 ] |
|               | وليد دودش           | 14 أكتوبر 2014 | [ 9 ] |

## مقالات ذات صلة
- قائمة الممثلين الدائمين لتونس لدى منظمة الأمم المتحدة
- قائمة السفراء المندوبين الدائمين لتونس لدى اليونسكو